# Mosnac (Charente)
Mosnac is een plaats en voormalige gemeente in het Franse departement Charente in de regio Nouvelle-Aquitaine en telt 386 inwoners (1999). De plaats maakt deel uit van het arrondissement Cognac.

## Geschiedenis
De gemeente maakte deel uit van het kanton Châteauneuf-sur-Charente tot dit op 22 maart 2015 en de Mosnac werd opgenomen in het op die dag gevormde kanton Charente-Champagne. Op 1 januari 2021 fuseerde Mosnac met de gemeente Saint-Simeux tot de commune nouvelle Mosnac-Saint-Simeux, waarvan Mosnac de hoofdplaats werd.

## Geografie
De oppervlakte van Mosnac bedraagt 6,3 km², de bevolkingsdichtheid is 61,3 inwoners per km².
De onderstaande kaart toont de ligging van Mosnac (Charente) met de belangrijkste infrastructuur en aangrenzende gemeenten.

## Demografie
Onderstaande figuur toont het verloop van het inwonertal.